# Ley de las tierras de Israel
Ley de las tierras de Israel es el nombre con el que se conoce una de las leyes fundamentales de Israel. Define la propiedad de las tierras que están en el estado de Israel.
La Ley de Tierras define una lista cerrada de los bienes inmuebles de derechos reconocidos por la legislación israelí. Ellos son: el régimen de propiedad, arrendamiento, servidumbre. 
En Israel, la propiedad privada de la tierra es solo del 7% del país, ya que aproximadamente el otro 93% es de propiedad del Estado en virtud de la Ley, que prohíbe cualquier transferencia de la titularidad de derechos por parte del Estado a los privados. La tierra es de propiedad del Estado con más frecuencia arrendada por largos períodos de tiempo en vez de vender. 
La limitación a la transmisión de la propiedad del Estado a otra parte refleja los principios del Fondo Nacional Judío, que fueron aprobados en el espíritu del 5 º Congreso Sionista celebrado en 1905. 
El gobierno israelí y el Knesset aprobó este principio, en la creencia de que el mantenimiento de la propiedad nacional de la tierra facilitaría la absorción de la inmigración y permitiría una aplicación más eficaz de los principios de planificación.
El órgano encargado de la gestión de las tierras del estado es la Administración de Tierras de Israel (en hebreo "Minhal Mekarkai Israel"). En términos generales, la Administración de Tierras de Israel distingue entre suelo urbano y las tierras rurales: el primero es comúnmente alquilados por períodos de 49 años con una opción de prorrogar el contrato de arrendamiento por un período adicional de otros 49.

## Artículos
- Prohibición de la transferencia de la propiedad
- -1. La propiedad de las tierras de Israel, siendo las tierras en Israel del Estado, la Autoridad de Desarrollo o el Keren Kayemet Le-Israel, no se transmitirán ya sea por venta o de cualquier otra manera.
- Permiso por la Ley
- -2. Sección 1 no se aplicará a las clases de tierras y clases de transacciones determinadas para tal efecto por la ley.
- Definición
- -3. En la presente Ley, las "tierras": tierras, casas, edificios y cualquier cosa fijados de manera permanente a la tierra.